# Вторая лига Хорватии по футболу
Вторая хорватская футбольная ли́га (хорв. Druga nogometna liga, Druga HNL или  3. HNL), до сезона-2022/23 — Третья хорватская лига (хорв. Treća hrvatska nogometna liga, Treća HNL или 3. HNL), — третий по значимости дивизион в иерархии хорватского футбола, созданный в 1991 году после распада Югославии и роспуска Второй югославской лиги. Вторая хорватская футбольная лига управляется Хорватским футбольным союзом, которая также был образован в 1991 году. В состав лиги входят 80 клубов, разделённые на 5 региональных дивизионов, лучшие из которых по итогам сезона переходят в Первую лигу.

## Правила
С 2018 года в каждом матче должны играть не менее трёх игроков младше 21 года, и в каждой команде могут играть только два иностранных гражданина.
Формат
С момента основания в 1992 году лига несколько раз меняла форматы. В первый сезон в лиге было четыре дивизиона (Северный, Центральный, Южный и Западный). В сезоне 1992/1993 годов добавился пятый дивизион (Восток). Пять групп продолжалась до сезона 2006–07, когда лига была реорганизована и сокращена до трех географических дивизионов с 18 клубами в каждой группе.
Начиная с 2018 года, команды повышаются только в том случае, если у них есть действующая лицензия Второй лиги. Например, клуб «Виноградар» из Локошин Дол (Ястребарско) трижды побеждал в западном дивизионе (2017, 2018 и 2019), но каждый раз оставался в Третьей лиге, поскольку не подавал заявку на получение лицензии Второй лиги.